# Trachyandra glandulosa
Trachyandra glandulosa är en grästrädsväxtart som först beskrevs av Moritz Kurt Dinter, och fick sitt nu gällande namn av Anna Amelia Obermeyer. Trachyandra glandulosa ingår i släktet Trachyandra och familjen grästrädsväxter.
Artens utbredningsområde är Namibia. Inga underarter finns listade i Catalogue of Life.